# Citroën GS
Citroën GS (1970—1980, седан и универсал) и Citroën GSA (1979—1986, лифтбек и универсал) — малый автомобиль, выпускавшийся французской фирмой Citroen в 1970—1986 годах. В 1971 году стал Европейским автомобилем года, обойдя Citroën SM.

## Стадии проектирования

### Проект C60
В 1956 году Citroën разработал прототип мотоколяски, который мог заполнить пробел между DS и 2CV, и известный как C10. Дальнейшие разработки продолжались с идеями, касающимися использования роторного двигатели и гидропневматической подвески. Ещё одной итерацией стал «C60», который напоминает Ami 6 с длинным гладким передом

### Проект F
В 1963 году начались работы над «Проектом F». Опытные автомобили, собранные в рамках «Проекта F» имели множество инноваций, таких как подъёмная задняя дверь, роторно-поршневой двигатель Ванкеля и т.д.
Силовыми агрегатами прототипов были двухцилиндровый двигатель объёмом 750 см³ 1,0-литровый четырёхцилиндровый ДВС с воздушным охлаждением, 1,6-литровый двигатель от DS, а также роторно-поршневой двигатель Ванкеля.
Однако недостаточная надёжность двигателя Ванкеля, потреблявшего слишком много масла и топлива, недостаточная жесткость кузова и многие другие недостатки поставили под сомнение серийный выпуск таких автомобилей. Кроме того, руководство Citroën решило, что автомобиль слишком похож на Renault 16 1965 года. Всё это привело к тому, что 14 апреля 1967 года опытно-конструкторские работы над «Проектом F» были остановлены, хотя автомобиль практически был готов к серийному производству.

### Проект G
Параллельно с закрытием «Проекта F» начались работы над новым «Проектом G». Многие технические решения «Проекта F» были перенесены на «Проект G», в том числе 1,0-литровый четырёхцилиндровый двигатель. Дизайнером нового автомобиля был Роберт Опрон. Работы над «Проектом G» проходили в сжатые сроки, в итоге уже осенью 1970 года на Парижском автосалоне был представлен новый Citroën, получивший название GS.
В итоге между началом проектирования GS и запуском в производство прошло 14 лет.

## Запуск и производство
24 августа 1970 года во Франции на заводе в Ренне сошёл первый Citroën GS. Продажи GS начались во Франции довольно активно, и он был самой продаваемой моделью Citroën на протяжении многих лет. В общей сложности было произведено 1 896 742 единиц модели GS и 576 757 модели GSA.
Новый автомобиль получил кузов типа фастбэк с хвостом Камма. Коэффициент аэродинамического сопротивления Cx около 0,36, что было одним из лучших показателей в то время. Аэродинамичный обтекаемый кузов позволил автомобилю иметь хорошую динамику, но некоторые водители говорили о недостаточности мощности двигателя.
Визуально GS мало походил на любой другой автомобиль на рынке, до появления Citroën CX в 1974 году.
Кузов фастбэк был спорным, а хетчбэк был признан генеральным директором Citroën Пьером Беркотом слишком утилитарным. Багажник, тем не менее, был исключительно большим, отчасти из-за расположения запасного колеса на двигателе.
В 1971 году появилась коммерческая версия фургона с тремя дверями и 5 местный универсал с 5 дверями.
В сентябре 1972 года в качестве дополнения стал устанавливать двигатель 1222 см³ Мощность возросла с 56 л.с. (41 кВт) до 61 л.с. (45 кВт), улучшился и крутящий момент, были подняты передаточные числа, скорость движения автомобиля увеличилась при наборе до 1000 об/мин с 23 км/ч до 24,5 км/ч. Также были установлены большие передние тормозные диски.
Ранние GS (до 1976 года) и GSA имели барабанный спидометр, вместо стрелочного в традиционной приборной панели. Поздние GS (после 1977 года и до появления GSA) использовался обычный спидометр.
GS предлагался в трёх комплектациях: GS Special, GS Club и GS Pallas (только седаны) с колпаками, боковыми молдингами, тонированными стёклами и модернизированной обивкой.
В 1977 году двигатель 1015 см³ был заменён на новый двигатель 1129 см³ (56 л.с.).
GSA сменил GS в 1979 году, он отличался кузовом хетчбэк. Изменения включали новую решётку радиатора, новые объёмные пластмассовые бампера, задние стоп-сигналы, колпаки и ручки дверей, с которых полностью исчез хром. Внутри изменилась приборная панель, которая стала схожей с панелью приборов от CX.
В 1982 году GSA был частично заменён BX. Citroen не производил подобных семейных хетчбэков до появления ZX в 1991 году.
В 1984 году было выпущено 1300 единиц GSA в версии «Chic» с тонировкой стёкол, спойлером от X1, решёткой радиатора от X3, алюминиевыми легкосплавными дисками и обивкой салона «шотландкой».
Современные журналисты отмечают гладкость езды на гидропневматической подвеске, предназначенной для поглощения ударов и ряби

## Рынок
GS заполнили огромный разрыв в автомобилях Citroën, между экономичными 2CV и Ami и роскошным представительским седаном DS, который был выше своего предшественника Citroën Traction Avant. Оставляя этот пробел на рынке открытым в течение пятнадцати лет, его заполняли другие производители, заняв большой объем сегмента рынка во Франции. Затраты на разработку, нефтяной кризис 1973 года, недоработанный роторный двигатель, всё это привело Citroën к банкротству в 1974 году.
В отличие от 2CV, DS и SM, автомобиль GS никогда официально не импортировался в США.

## Техническое оснащение
Автомобиль имел передний привод и оснащался горизонтальным оппозитным четырёхцилиндровым двигателем воздушного охлаждения. Была доступна серия двигателей, объёмом 1015, 1129, 1222 и 1299 куб. см, мощностью от 54 до 66 л.с. (40-49 кВт). Автомобиль развивал скорость до 151 км/ч на 6250 об/мин (с 1222-кубовым двигателем), благодаря аэродинамичной форме кузова. Стандартной трансмиссией была 4-ступенчатая механическая коробка передач. В качестве опции предлагалась 3-ступенчатая полуавтоматическая трансмиссия C-Matic: благодаря замене сцепления гидротрансформатором, водитель переключал передачи простым движением рычага, без выжима сцепления. С появлением GSA была предложена 5-ступенчатая коробка, увеличившая комфортную скорость (максимальная скорость была увеличена до 164 км/ч).
Независимая подвеска на всех колёсах имела два поперечных рычага спереди и продольные рычаги сзади. Обе оси дали автомобилю непревзойдённое качество езды и сцепление с дорогой, даже на своих узких шинах (на заводе-изготовителе устанавливались шины Michelin ZX 145SR15).
Гидравлическая система, приводящая четыре дисковые тормоза и усовершенствованную гидропневматическую самовыравнивающуюся подвеску, была взята от Citroën DS. Она также имеет функцию, которая увеличивает или уменьшает степень торможения в соответствии с загрузкой. Гидравлическая подвеска позволяет автомобилю подняться для движения по пересеченной местности на низких скоростях. Рычаг ручного тормоза установлен на приборной панели.

## GS Birotor
Двухроторный GS появился в производстве с 1973 года. Citroën GS Birotor (также назывался Citroën GZ), с более мощным (106 л.с; 79 кВт) роторным двигателем производства совместного проекта NSU-Citroën, называемого Comotor. Этот двигатель известен своей гладкой выдачей мощности, которое дополнило качественную езду на гидропневматической подвеске. Кроме того, двигатель достаточно мал для своей мощности, что было преимуществом при уплате транспортного налога во Франции
Birotor широко разрабатывался для двигателя Comotor 624. Дисковые тормоза на всех колёсах (вентилируемые спереди), различные колёса с пятью болтами вместо трёх и трёхступенчатая полуавтоматическая трансмиссия в сочетании с более дорогим интерьером выделяли Birotor от своих собратьев.
Стоимость Birotor составляла столько же, сколько на больший Citroën DS, и на 70 % больше стандартного GS. Экономия топлива была ниже, чем у большого DS с двигателем DS23EFI Так что он не был экономически выгодным для своего размера, появившись в октябре 1973 года, с началом нефтяного кризиса 1973 года.
Версия Birotor имела плохие продажи и быстро ушла из рынка, после продажи 847 единиц.
Продажи были настолько низкими, что компания Citroën пыталась выкупить и утилизировать каждый Birotor, так как производить под неё запчасти стало нерентабельно. Некоторые из этих замечательных автомобилей тем не менее сохранились в руках коллекционеров, многие без названия в течение некоторого времени, так как Citroën не хотел признавать автомобили.

## Производство GS за рубежом
GS и GSA, кроме Франции, производились в ряде других стран. 385 000 единиц были построены в испанском Виго Кроме Португалии, производство или сборка происходили также в Южной Африке, Чили и Родезии (ныне Зимбабве). Южноафриканская модель была также доступна как специальная серия «GS-X2 Le Mans», доступный только в серебряном или черном с полностью-белым интерьером с 1220-кубовым двигателем. Вариант X2, продаваемый в Европе, имел специальные накладки на колёса, молдинги, задний спойлер и жалюзи на заднее стекло
Все три кузова, GS и GSA версии и сочетания строились в Джакарте, Индонезия Индонезийской производство продолжалось до 1990 года. Как и индонезийская модель, Tomos, собиравшиеся в Югославии, не имели двойную переднюю оптику, разработанную для экспортных рынков на GS. По неизвестным причинам, словенские GS были в campus beige цвете. В Югославии GSA называли GA.

## GSA в ГДР
Между 1979 и 1983 годами около 5500 автомобилей Citroën GS в комплектации «Pallas» было экспортировано в ГДР, где в основном использовались советские автомобили и автомобили собственной сборки. По политическим причинам Эрих Хонеккер поддерживал рынок автомобилей представительского класса большими моделями CX и некоторыми Volvo 244.

## Галерея

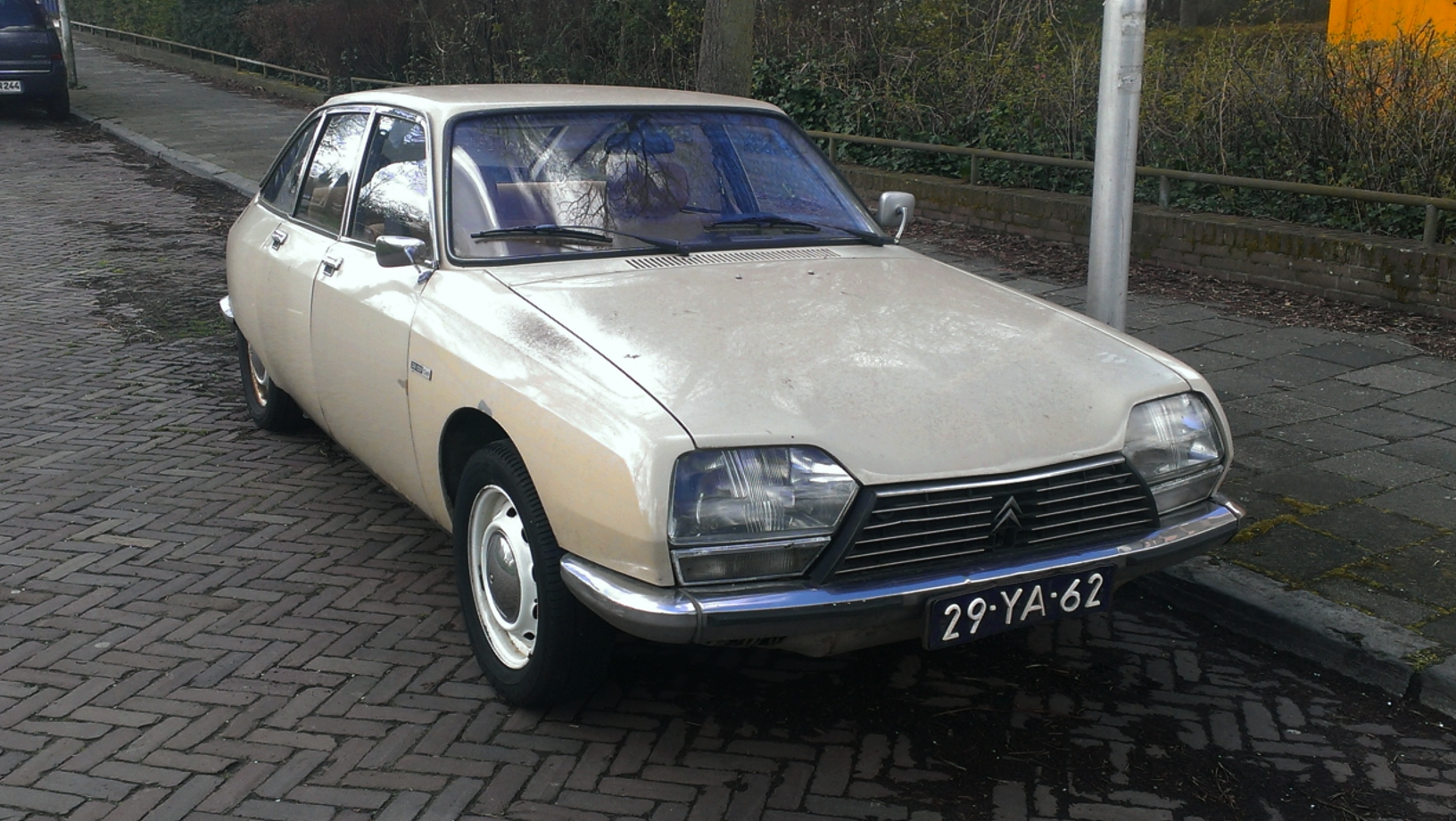
1973 Citroën GS 1220 Club
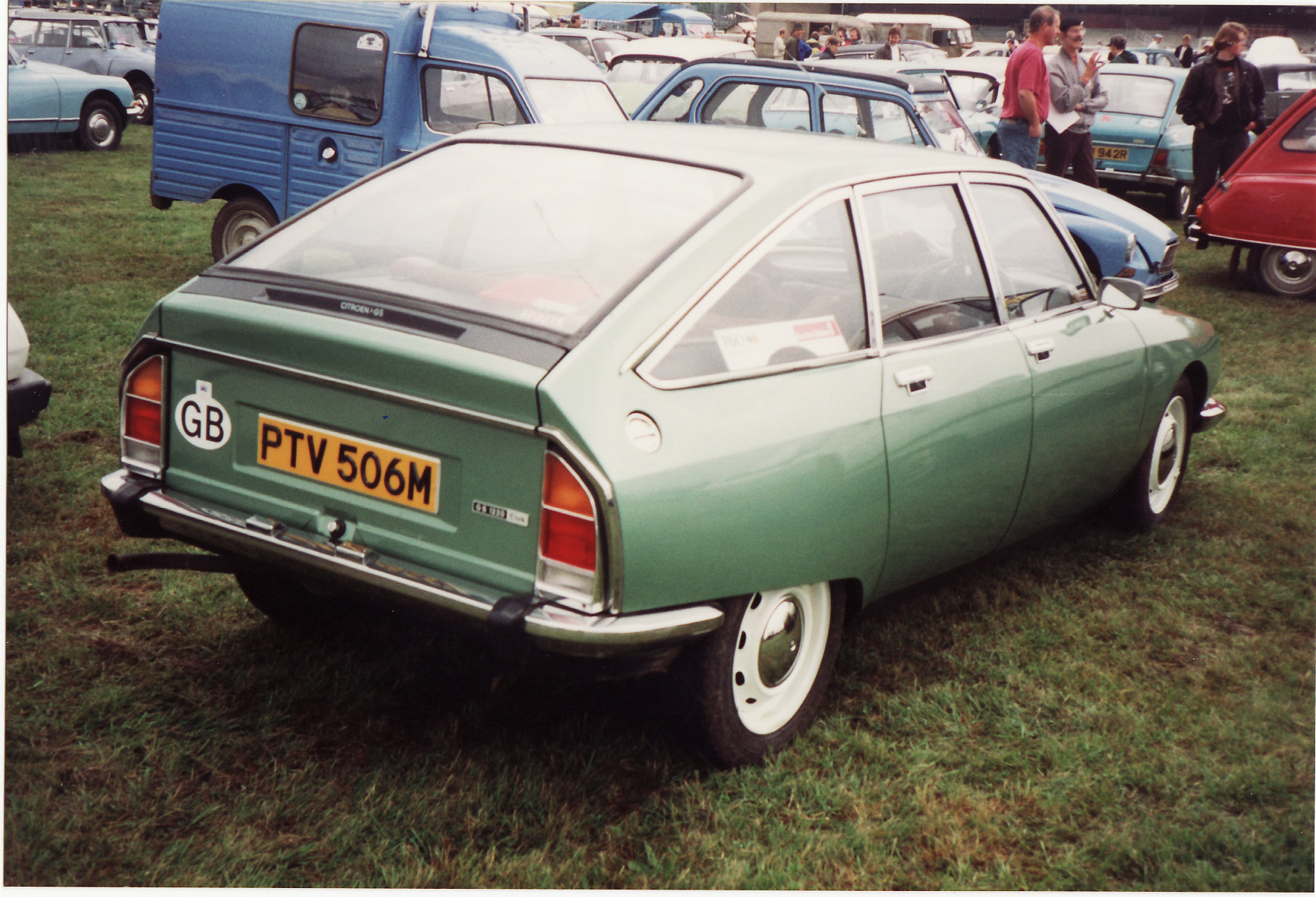
1973 Citroën GS 1220 Club
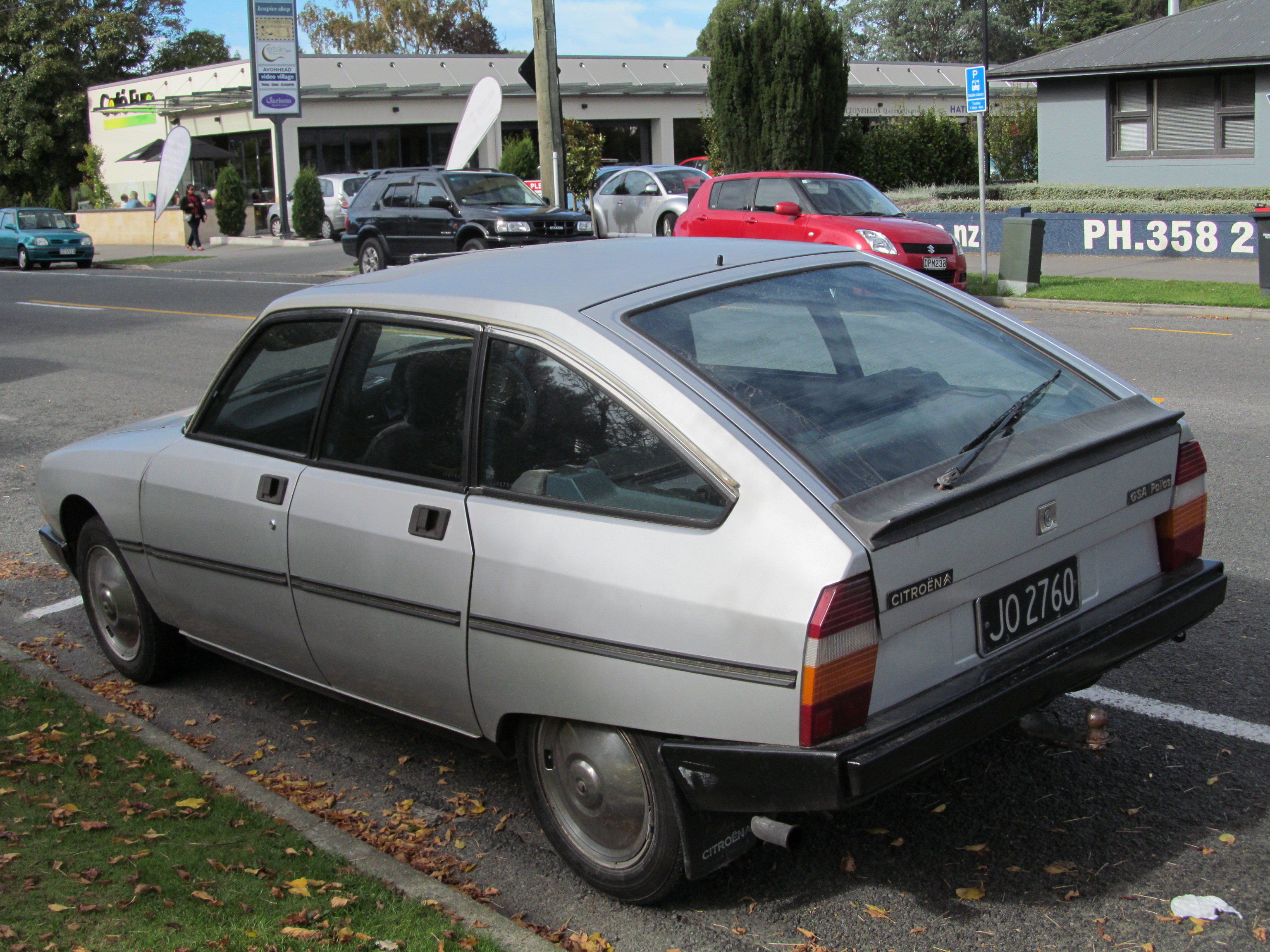
1980 Citroën GSA Pallas
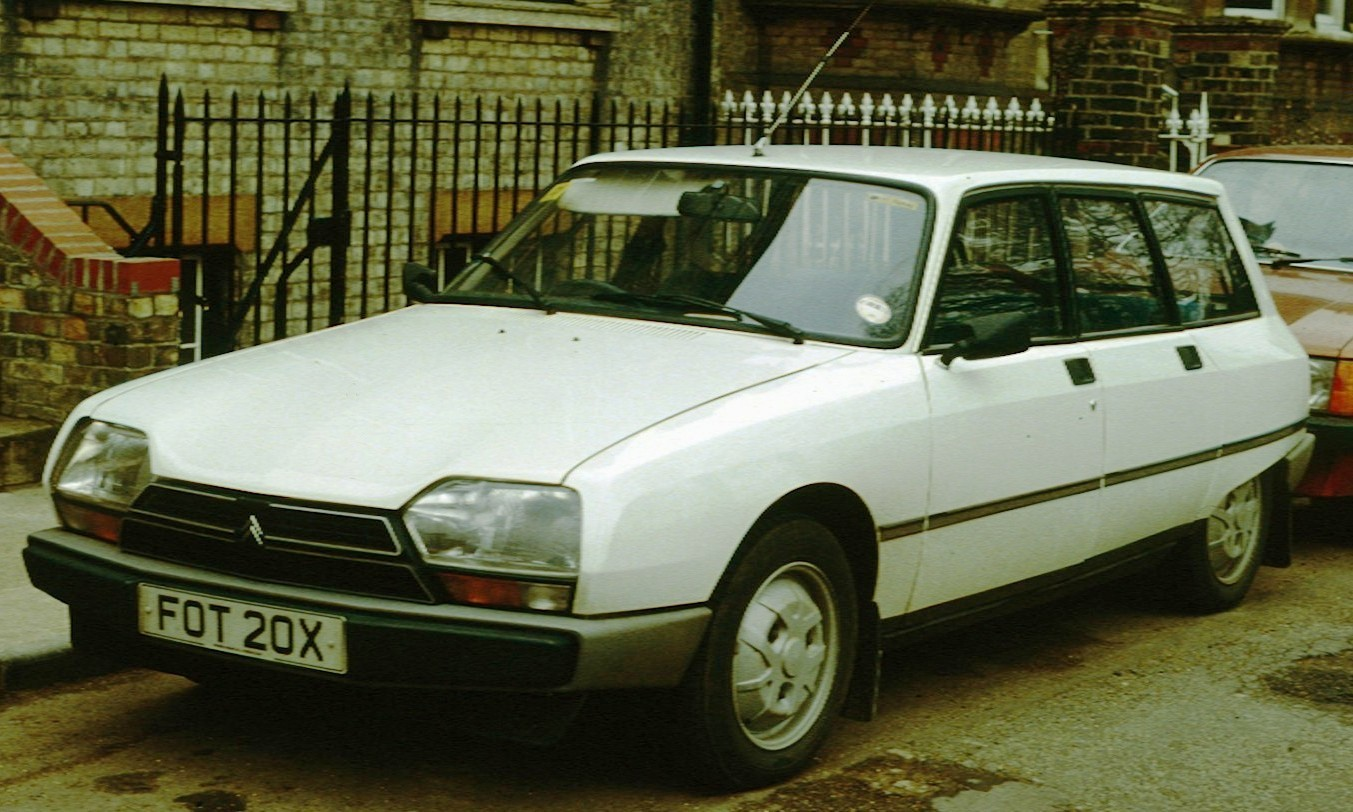
GSA Break – после 1972